# Consell Regional de Mateh Binyamin
El Consell Regional de Mateh Binyamin (en hebreu: מועצה אזורית מטה בנימין) (transliterat: Moatza Azorit Mateh Binyamin) és un consell regional que cobreix 44 assentaments i llocs d'avançada israelians en els turons de Samaria, al sud de Cisjordània. La seu del consell és Psagot. El consell porta el nom de l'antiga tribu israelita de Benjamí, el territori correspon aproximadament a la zona del consell. La regió a on es troben els assentaments de Binyamin es coneix com la regió de Binyamin. La comunitat internacional considera que els assentaments israelians són il·legals, i això s'aplica a totes les comunitats sota l'administració de Mateh Binyamin. En novembre de 2007, Avi Roeh va ser escollit cap del consell. El cap anterior, Pinchas Wallerstein, va renunciar després d'estar en el seu càrrec durant 28 anys.

## Llista d'assentaments
Aquest consell regional presta diversos serveis municipals per als 44 assentaments en el seu territori:
| - Ahia - Adei Ad - Almon (Anatot) - Alon - Amona - Ateret - Beit Horon - Dolev - Eli - Esh Kodesh - Ganei Modi'in - Geva Binyamin (Adam) - Giv'at Har'el - Giv'on HaHadasha - Harasha - Hashmonaim - Keeda - Kfar Adumim - Kfar HaOranim (Menora/Giv'at Ehud) - Kochav HaShachar - Kochav Yaakov - Ma'ale Levona | - Ma'ale Mikhmas - Matityahu - Mevo Horon - Migron - Mitzpe Danny - Mitzpe Hagit - Mitzpe Kramim - Mitzpe Yeriho - Na'ale - Nahliel - Neria (Talmon Bet/North) - Neveh Erez - Halamish (Neve Tzuf) - Nili - Nofei Prat - Ofra - Psagot - Rimonim - Sha'ar Binyamin Industrial Zone - Siló - Shvut Rachel - Talmon |